# بابلو سولون روميرو
عمل بابلو سولون روميرو سفيراً لدولة بوليفيا المتعددة القوميات لدى الأمم المتحدة من فبراير 2009 إلى يوليو 2011. وهو نجل رسام الجداريات البوليفي الشهير والتر سولون روميرو غونزاليس. شغل منصب المدير التنفيذي لـ التركيز على الجنوب العالمي، وهي مؤسسة فكرية ناشطة مقرها في بانكوك من عام 2012 إلى عام 2015.

## حياته المهنية
قبل أن يصبح سفيراً لدى الأمم المتحدة، عمل بابلو سولون روميرو كناشط لسنوات عديدة مع منظمات اجتماعية مختلفة، وحركات السكان الأصليين، ونقابات العمال، والجمعيات الطلابية، ومنظمات حقوق الإنسان والمنظمات الثقافية في بوليفيا.
تحت إدارة الرئيس إيفو موراليس، عمل سفيراً للقضايا المتعلقة بالتكامل والتجارة، وأمين اتحاد أمم أمريكا الجنوبية (ديسمبر 2006 إلى مايو 2008) ومندوبًا في لجنة التفكير الاستراتيجي لتكامل أمريكا الجنوبية (2006).
بصفته سفيرًا لدى الأمم المتحدة، قاد سولون القرارات الناجحة بشأن حق الإنسان في الماء، واليوم الدولي لأمنا الأرض، والانسجام مع الطبيعة، وحقوق الشعوب الأصلية. كان نشيطًا للغاية في مفاوضات تغير المناخ بموجب اتفاقية الأمم المتحدة الإطارية بشأن تغير المناخ، وساعد في تنظيم مؤتمر الشعوب العالمي حول تغير المناخ في كوتشابامبا، بوليفيا في عام 2010.
شارك في ديسمبر 2011 في مؤتمر ديربان ودعا هناك إلى أن الوقت قد حان لتغيير كيفية ارتباطنا بالطبيعة واستعادة الانسجام مع الطبيعة. منتقدًا حدود ما يسمى بـ "الاقتصاد الأخضر"، أعلن: "العلاقة الحالية بالطبيعة من خلال السوق. عليك شرائه. مشكلة الاقتصاد الأخضر هي أنهم يقولون إن الرأسمالية قد فشلت لأننا لم نضع ثمناً على الطبيعة. المنطق هو أنك لا تهتم بما ليس له ثمن. يجب أن نغير نموذج كيفية ارتباطنا بأمنا الأرض. إنها ليست مشكلة تعويض إنها مشكلة ترميم. سيشمل الاقتصاد الأخضر التأمين بحيث يتم تعويضك في حالة تلف ممتلكاتك البيئية. نحتاج إلى محكمة مواطنين من أجل البيئة ».
في أبريل 2012، أُعلن أن سولون أصبح المدير التنفيذي لمنظمة غير حكومية مقرها بانكوك فوكاس أون ذا جلوبال ساوث حيث عمل على قضية تغير المناخ والترويج لإعلان حقوق أمنا الأرض. في سبتمبر 2012، شارك في العديد من ورش العمل للجامعة الصيفية للمنظمة غير الحكومية أتاك في تولوز (فرنسا). في يونيو 2015، استقال بابلو سولون من منصب المدير التنفيذي من أجل العودة إلى بوليفيا.

## الجوائز
حصل بابلو سولون على جائزة حقوق الإنسان الدولية لعام 2011 من قبل التبادل العالمي.